# Sveriges Alternativa Landsorganisation
Sveriges Alternativa Landsorganisation, SALO, (tidigare Sveriges Anställningslösas Landsorganisation) är en svensk intresseorganisation.
SALO hette tidigare Sveriges Anställningslösas Landsorganisation. SALO bedrev individstödsinsatser till arbetslösa, sjukskrivna, förtidspensionärer, studerande, deltidsarbetande, visstidsarbetande, det vill säga alla som på hel- eller deltid står utanför arbetsmarknaden. Föreningen bildades i december 2004 då initiativtagarna ansåg att ingen förde dessa gruppers talan i tillräcklig utsträckning. SALO arbetade på individnivå med stödjande insatser i form av information, enskilt ombud, överklagande till myndigheter och förvaltningsdomstol för att hävda individens rättigheter. Dessutom arbetade SALO med opinionsarbete för att föra upp anställningslösas problem på den politiska agendan. Opinionsarbetet var tidigare en relativt liten del av verksamheten.
Den 21 januari 2023 bytte föreningen namn och i och med det även inriktning. Fokus ligger numera på använda erfarenheterna och kunskaperna från tidigare år för att skapa opinion för ett samhälle med balans mellan miljö, människa och ekonomi.

## Källförteckning
1. ↑  ”Den 21 januari 2023 bytte föreningen namn...”. SALO. https://www.salosverige.se/?page_id=464. Läst 25 maj 2024.